# Charmey
Charmey é uma comuna da Suíça, no Cantão Friburgo, com cerca de 1.646 habitantes. Estende-se por uma área de 78,44 km², de densidade populacional de 21 hab/km². Confina com as seguintes comunas: Bas-Intyamon, Broc, Cerniat, Château-d'Oex (VD), Crésuz, Grandvillard, Gruyères, Jaun, Plaffeien, Rougemont (VD), Saanen (BE).
A língua oficial nesta comuna é o Francês.